# Fichtentriebwickler

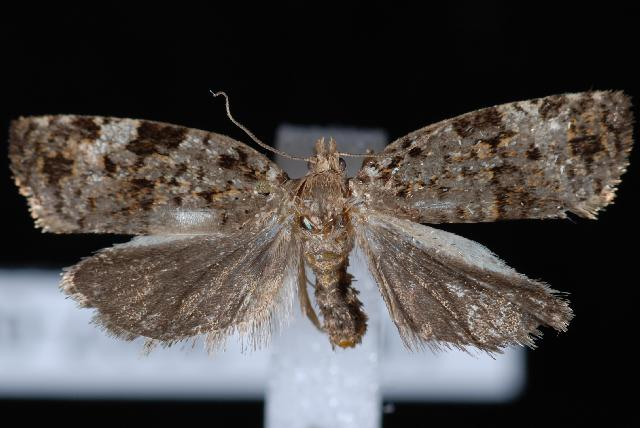
Ein aufgepinntes Exemplar mit den gut erkennbaren Vorder- und Hinterflügeln

Der Fichtentriebwickler (Dichelia histrionana Syn. Parasyndemis histrionana) ist eine Art der Schmetterlinge und lebt in Europa.

## Merkmale
Der Falter ist 8–10 mm lang mit einer Flügelspannweite von 17–22 mm und weißlichgrau gefärbt mit dunkelbrauner Binde. Die Raupen sind grün gefärbt mit einem dunklen Kopf.

## Verbreitung und Lebensweise
Die Art ist in Mittel- und Nordeuropa verbreitet, insbesondere im Süden von Norwegen und Schweden, sowie in Dänemark, Deutschland, den Niederlanden, Belgien, Österreich und vereinzelter in angrenzenden Ländern wie Frankreich, der Schweiz, Slowenien, Estland, Finnland und Lettland.
Besiedelt werden vor allem Fichtenwälder. 

## Lebensweise
Die Raupen fressen an den Triebspitzen der Fichten, aber auch anderen Picea-Arten. Die Art gilt jedoch nicht als Forstschädling. Die Entwicklung der Raupen erfolgt unterschiedlich schnell, wodurch verschiedene Fressfeinde die Art regulieren können und Massenvermehrungen nicht auftreten. Erwachsene Falter finden sich von Ende Mai bis August, während Raupen von August bis in den Juni des folgenden Jahres zu finden sind.

## Taxonomie
Das Basionym der Art lautet Tortix histrionana. Neben den Namen Dichelia histrionana und Parasyndemis histrionana Frölich 1828 ist außerdem das Synonym Cacoeia stygiana Rebel 1929 in der Literatur zu finden.